# Heelsum
Heelsum is een dorp in de gemeente Renkum in de Nederlandse provincie Gelderland. Het telt ruim 3.520 inwoners. Het dorp is zowel op Oosterbeek als op Renkum georiënteerd.

## Geschiedenis
De naam Hellessem komt in de 11e eeuw al voor. De naam laat zich ’t best verklaren als ‘bewoning bij het hoogteverschil’ (‘Helle’ als in ‘helling’) De eerstgevonden sporen van bewoning stammen echter uit de 14de eeuw. Niet ver van de kerk is een graf gevonden uit de 6de of 7de eeuw.

### Kerkje op de heuvel
Voordat er een kerk werd gebouwd behoorde Heelsum tot het kerspel (parochie) Wolfheze. In 1425 stichtte Robertus van Dorenweert echter een kapel aan de Holleweg ten zuiden van de Oude Oosterbeekseweg. De Kapelleboom herinnert hier nog aan. Rond 1517 werd deze kapel een parochiekerk en werd begonnen met de bouw van een kerkje op de heuvel in Heelsum. De heer van Doorwerth hield, tegen de afspraken in, de kerk gesloten voor gereformeerden. Pas na de dood van Prins Willem II (1650) ging de kerk open voor de hervormden, waarna men begon met de restauratie van de kerk die deels werd betaald met de opbrengsten van het restant van het kerkje te Wolfheze. In 1978 werden in de kerk vier ramen aangebracht van predikant-glazenier Piet Kok, later werden er twee geplaatst van J. Kooijman.

### Industrie en nijverheid
Omstreeks 1600 behoorde het grootste deel van Heelsum dus tot de heerlijkheid Doorwerth. De eerste papiermolen was er al in die tijd. In 1736 waren dat er al acht. De beken werden verbreed en nieuwe vertakkingen uitgegraven. Alle papiermakers kwamen van buitenaf. Zij vormden een afzonderlijke groep in de Heelsumse samenleving. Bekende papiermakers waren Pannekoek en Schut. Heelsum was inmiddels een landelijk industriedorpje en telde begin 1800 ruim 200 inwoners. In 1825 kreeg Doorwerth, en dus ook Heelsum, zijn eerste burgemeester. Het gemeentehuis van Doorwerth stond in Heelsum op de kerkheuvel. Later kwam er een nieuw gemeentehuis, de huidige pastorie. Na 1850 was de bloeitijd van de papierindustrie over en legde Heelsum zich toe op de tabaksteelt. Die verdween dertig jaar later weer. Er waren toen nog maar drie papiermolens over. De laatste papier-watermolen, “De Veentjes” van Schut, brandde in 1895 af. In datzelfde jaar bouwde Schut een machinaal werkende fabriek. Deze bestaat nog steeds en produceert met name hoogwaardig papier voor kunstenaars.
Al voor 1900 verrezen in Heelsum veel villa's, vooral langs de Utrechtseweg en werd Heelsum een rustig villadorp. In 1923 werden Doorwerth en Heelsum bij de gemeente Renkum gevoegd. In de tweede helft jaren tachtig werd een tramspoorlijn door Heelsum gebouwd. De lijn kwam vanaf Oosterbeek (Utrechtseweg) via de Veentjesbrug Heelsum in. Bij de brugdijk over de Heelsumse Beek was een waterlaadstation gebouwd en volgde de lijn de scherpe bochten van de Utrechtse weg. Via Renkum vervolgde de tram zijn weg naar Rhenen. De lijn werd geëxploiteerd door de Ooster Stoomtram-Maatschappij (OSM) en in 1937 opgeheven.

### 1940–1945

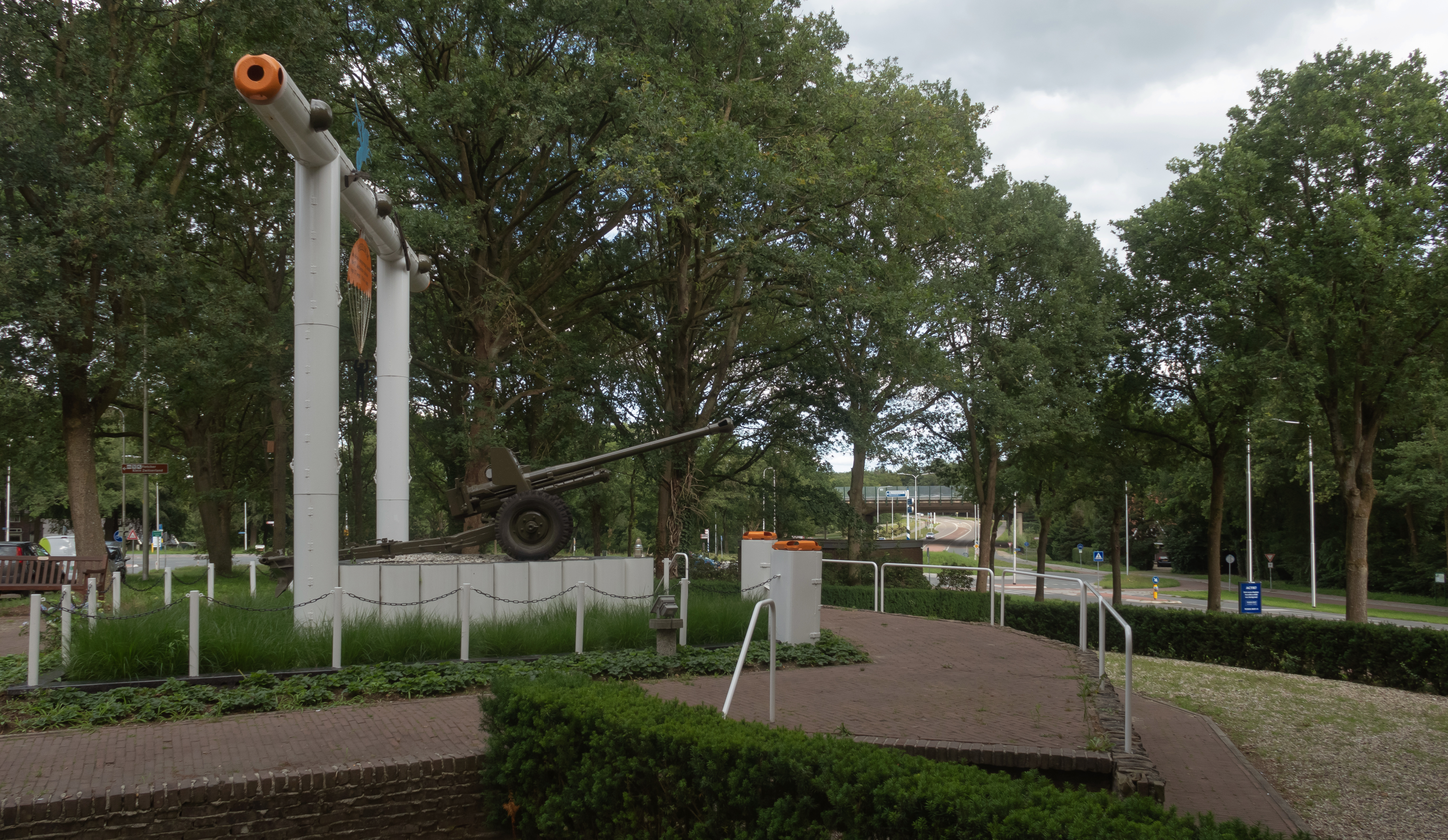
Heelsum, oorlogsmonument

In 1940 werd Heelsum kort het toneel van oorlogshandelingen. Het 5e Eskadron Huzaren-wielrijders (van 4 R.H.), gecommandeerd door de reservekapitein der Wielrijders Martinus Nijhoff, had als opdracht de vijand tot aan de voet van de Wageningse Berg te vertragen. ’s Ochtends vroeg op 10 mei werd een aantal bruggen opgeblazen. Eén peloton van het eskadron was bij Veentjesbrug in stelling gegaan met een stuk P.A.G. (Pantser Afweergeschut) en een sectie zware mitrailleurs
Er is daadwerkelijk contact met de vijand geweest. Om drie uur ’s middags werd al een vijandelijke patrouille bij de Jonkershoeve (Noord van Heelsum) waargenomen, tegen half vier werd een vijandelijk gevechtsvoertuig en een gemotoriseerde patrouille tot staan gebracht. Daarna viel het peloton terug op de stelling west van het Renkums Beekdal.
Vanaf 17 september 1944 landden Britse eenheden op de heides meteen ten noorden van het dorp. De slag om de bruggen van Arnhem was begonnen en werd grotendeels uitgevochten in Oosterbeek.
In oktober 1944, enkele weken na de slag bij Arnhem, werd Heelsum net als de buurdorpen, geheel ontruimd. Het gebied viel ten prooi aan artilleriebeschietingen en plunderingen door Duitse soldaten. De Noordberg werd voorzien van loopgraven. Het dorp was bij terugkomst van de bevolking flink aangetast. Burgers hebben reeds eind september 1945 het nog aanwezige oorlogsmonument geconstrueerd dat voornamelijk bestaat uit een zesponder antitankgeschut en enkele tientallen Britse afwerpcontainers. Het monument is het oudst bestaande monument in de omgeving ter herinnering aan de slag bij Arnhem.

## Geboren in Heelsum
- Ben Crum (1941), korfballer, korfbalcoach
- Ellen Parren (1987), actrice